# Diofantos

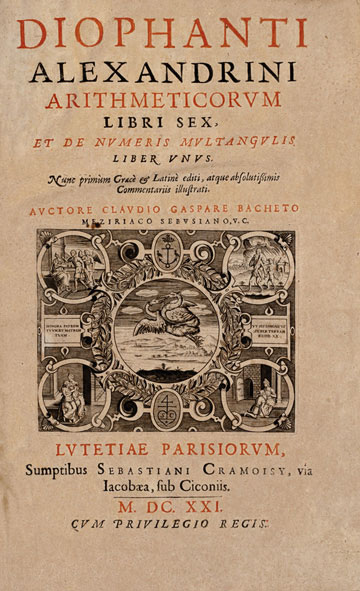
Titulní strana latinského překladu Diofantovy Aritmetiky z roku 1621

Diofantos z Alexandrie (řecky Διόφαντος ὁ Ἀλεξανδρεύς) byl starověký řecký matematik působící ve 3. století n. l. v egyptské Alexandrii, ve slavné Alexandrijské knihovně. Je prvním matematikem, který řešil ryze algebraické problémy a zavedl pro ně promyšlený systém značek. Z jeho nejdůležitějšího díla, Aritmetiky ve 13 knihách, je do dnešní doby zachována přibližně polovina. Díky tomuto dílu je také nazýván "otec algebry". Popisuje v ní všechna tehdy známá řešení lineárních a kvadratických rovnic. Spolu s Eukleidovými Základy byla Diofantova Aritmetika základním stavebním kamenem matematiky až do 17. století, a to navzdory tomu, že Diofantos neznal nulu ani záporná čísla, takže všechny rovnice mající nulové, záporné či iracionální řešení nazýval "absurdní". Ještě matematik 17. století Pierre de Fermat postavil na Diofantovi svou Velkou Fermatovu větu. Jsou podle něj pojmenována diofantická čísla a diofantické rovnice, které studoval. Napsal též spis o teorii polygonálních čísel.
Je po něm pojmenován kráter Diophantus na přivrácené straně Měsíce.